# Brooks' niltava
De Brooks' niltava (Cyornis poliogenys) is een zangvogel uit de familie Muscicapidae (vliegenvangers). De vogel werd in 1880 door William Edwin Brooks geldig beschreven. Brooks schreef dat hij de vogel zelf had geschoten.

## Kenmerken
De vogel is 15,5 tot 18 cm lang, relatief groot voor een soort uit dit geslacht. In het Engels heet de vogel pale chinned flycatcher. De vogel onderscheidt zich van andere voornamelijk grijsbruin gekleurde vliegenvangers door een opvallend lichte kin. De kop is licht grijsbruin, de rug en vleugelveren zijn bruin, evenals de staart, die van boven roestbruin kleurt. De borst is licht oranjebruin, de rest van de borst en buik is vuilwit met een oranje waas.

## Verspreiding en leefgebied
Deze soort telt 4 ondersoorten:
- C. p. poliogenys: van de centrale Himalaya tot oostelijk Bangladesh en zuidwestelijk Myanmar.
- C. p. cachariensis: van de oostelijke Himalaya tot het zuidelijke deel van Centraal-China en noordelijk Myanmar.
- C. p. laurentei: zuidelijk China.
- C. p. vernayi: oostelijk India.

De leefgebieden liggen in natuurlijk bos of gebied met struikgewas tot op 1500 meter boven zeeniveau. De populaties hebben last van habitatverlies door ontbossing, maar het is geen bedreigde vogelsoort.

## Galerij

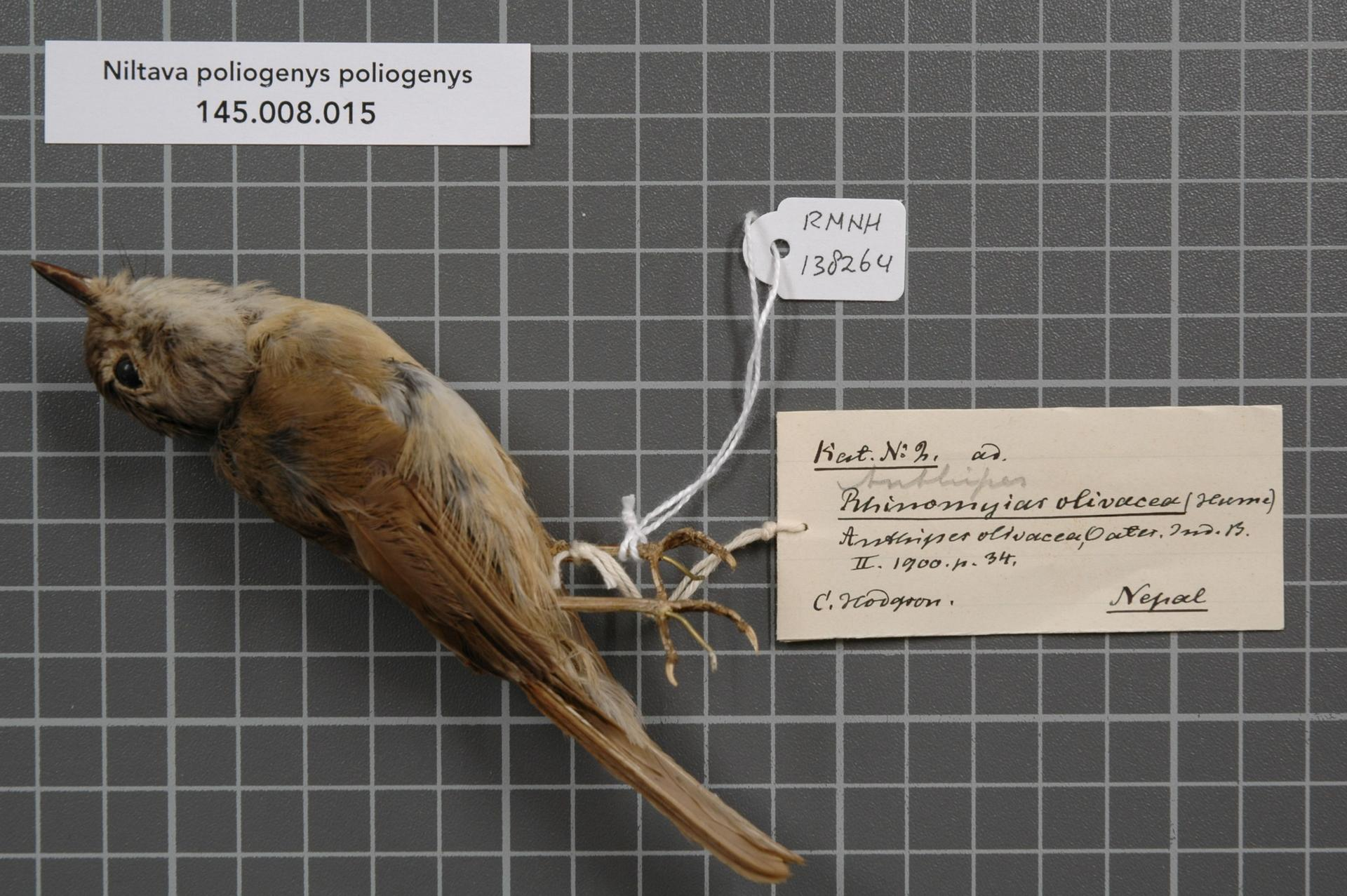
Hier is zichtbaar dat een zoölogisch specimen van een vogel vaak met labels waarop incorrecte determinaties staan, wordt bewaard.